# Jabłonna (Leszno)
Pour les articles homonymes, voir Jabłonna.
Jabłonna (prononciation : [jaˈbwɔnna]) est un village polonais de la gmina de Rydzyna dans le powiat de Leszno de la voïvodie de Grande-Pologne dans le centre-ouest de la Pologne.
Il se situe à environ 10 kilomètres au sud de Rydzyna (siège de la gmina), à 16 kilomètres au sud de Leszno (siège du powiat) et à 78 kilomètres au sud de Poznań (capitale régionale).

## Histoire
De 1975 à 1998, le village faisait partie du territoire de la voïvodie de Leszno.

Depuis 1999, Jabłonna est situé dans la voïvodie de Grande-Pologne.